# EaseUS Data Recovery Wizard
EaseUS Data Recovery Wizard는 마법사 사용자 인터페이스를 사용하여 데이터 복구 프로세스를 안내하는 데이터 복구 프로그램이다. 윈도우와 MacOS에서 무료와 유료 버전을 제공한다.

## 중국기업
EaseUS에서 US는 미합중국을 의미하는 단어가 아닌 그냥 중국 기업이다.

## 복구 프로세스
저장 장치에서 데이터를 삭제하면 해당 데이터에 대한 참조가 디렉터리 구조에서 제거된다. 이 공간은 다른 파일 또는 컴퓨터 기능의 데이터로 사용하거나 덮어쓸 수 있다. 삭제된 데이터 자체는 물리적 드라이브에서 즉시 제거되지 않으며 종종 연결이 끊긴 조각들로 존재한다. 이 데이터가 덮어쓰이지 않는 한 복구가 가능하다.
이 소프트웨어는 손실된 데이터를 찾기 위해 두 가지 방법으로 디스크를 연속적으로 스캔한다. 첫 번째 방법은 파일 디렉터리를 기반으로 하고 두 번째 방법은 스토리지 컨텐츠를 기반으로 한다. 첫 번째 방법은 파일 디렉토리를 스캔하고 단순히 삭제하거나 휴지통에서 비운 데이터를 복구한다. 여기서 파일 레코드와 관련 데이터 내용은 그대로 유지된다. 두 번째 방법은 스토리지 컨텐츠를 통해 섹터별로 검색하여 데이터 필드에서 파일을 재생성하는 것이다. 이 두 번째 방법은 시간이 훨씬 오래 걸리고 원래 파일 이름이나 폴더 구조를 유지하지 못한다. 검색된 데이터는 특정 파일을 검색하기 위해 필터링할 수 있으며, 사용자는 복구 전에 파일을 미리 볼 수 있다.
부팅 가능한 미디어(USB 드라이브 또는 외장 드라이브로)를 만들어 OS 부팅 실패 시 데이터를 복구할 수 있다. 이 프로그램은 데이터를 복구하는 데 사용할 수 있다.